# Zucca Cappello del prete
La Zucca "Cappello da prete" (nella variante reggiana) è una zucca tipica della pianura reggiana e mantovana, ma è diffusa anche nel parmense, soprattutto in prossimità del Po. Ha forma a turbante (da cui il nome), con la falda inferiore più o meno sviluppata, buccia grigio verde. La polpa di colore giallo-arancio, soda, dolce e povera di fibra, è l'ideale per il ripieno dei tortelli o la preparazione dei gnocchi. La varietà ha somiglianze con una delle cultivar più antiche d'Italia, la Marina di Chioggia, che però presenta un colore verde e la superficie bugnosa. Zucche con queste sembianze compaiono già in dipinti del ‘600.
La Cappello da Prete era molto diffusa nelle campagne fino all'ultimo dopoguerra, poi venne progressivamente sostituite da varietà più facili da preparare e cucinare, o di pezzatura inferiore e più precoci, quindi più adatte alla grande distribuzione.